# شون جيمس
شون جيمس (بالإنجليزية: Shawn James)‏ مواليد 10 سبتمبر 1983 في غيانا، هو لاعب كرة سلة أمريكي. بدأ مسيرته الاحترافية في سنة 2008. يلعب في دوري بورتوريكو لكرة السلة كلاعب وسط. يبلغ طوله 6 قدم 10 بوصة (2.1 م).

## المسيرة الاحترافية
لعب مع مكابي تل أبيب لكرة السلة من سنة 2011 إلى 2014، ثم لعب مع أولمبيا ميلانو في الدوري الإيطالي في موسم 2014–2015، ثم لعب مع بلباو باسكت في الدوري الإسباني في سنة 2015، ثم لعب مع نادي أولمبياكوس لكرة السلة في موسم 2015–2016، ثم لعب مع نادي بودوشنوست لكرة السلة في سنة 2016.

## إحصائيات المسيرة

### الدوري الأوروبي
| السنة    | الفريق                   | لعب | بدأ | دقيقة | ميداني% | ثلاثية | حرة  | ارتداد | صنع | استلاب | تصدي | نقطة | أداء |
| -------- | ------------------------ | --- | --- | ----- | ------- | ------ | ---- | ------ | --- | ------ | ---- | ---- | ---- |
| 2011–12  | مكابي تل أبيب لكرة السلة | 14  | 1   | 8.4   | .448    | .000   | .667 | 2.4    | .2  | .3     | .9   | 2.6  | 2.9  |
| 2012–13  | مكابي تل أبيب لكرة السلة | 27  | 22  | 24.2  | .627    | .000   | .740 | 6.5    | 1.0 | .9     | 1.9  | 11.5 | 16.6 |
| 2013–14† | مكابي تل أبيب لكرة السلة | 10  | 5   | 17.5  | .683    | 1.000  | .611 | 3.3    | 1.3 | .7     | 1.5  | 9.8  | 12.2 |
| 2014–15  | أولمبيا ميلانو           | 18  | 2   | 12.8  | .532    | .000   | .440 | 3.2    | .4  | .4     | .9   | 3.4  | 4.4  |
| المسيرة  |                          | 69  | 30  | 17.0  | .609    | .143   | .656 | 4.3    | .7  | .6     | 1.4  | 7.3  | 10.0 |

## روابط خارجية
- شون جيمس على موقع الدوري الأوروبي لكرة السلة (الإنجليزية)
- شون جيمس على موقع الدوري الإسباني لكرة السلة (الإسبانية)
- شون جيمس على موقع كرة السلة الأوروبية.كوم (الإنجليزية)
- شون جيمس على موقع كلية كرة السلة في سبورتس رفرنس.كوم (الإنجليزية)
- شون جيمس على موقع ريلجم (الإنجليزية)
- شون جيمس على موقع بروبوليرز (الإنجليزية)
- شون جيمس على موقع سبورتس رفرنس (الإنجليزية)